# فرد لويس (لاعب كرة قاعدة أمريكي)
فرد لويس (بالإنجليزية: Fred Lewis)‏ هو لاعب كرة قاعدة أمريكي، ولد في 13 أكتوبر 1858 في بوفالو في الولايات المتحدة، وتوفي في 5 يونيو 1945 في أوتيكا في الولايات المتحدة.

## وصلات خارجية
- فرد لويس (لاعب كرة قاعدة أمريكي) على موقعبيزبول رفرنس.كوم (الدوري الرئيسي) (الإنجليزية)
- فرد لويس (لاعب كرة قاعدة أمريكي) على موقعبيزبول رفرنس.كوم (الدوري الثانوي) (الإنجليزية)